# Măgoaja, Cluj
Măgoaja (maghiară Hollomezo) este un sat în comuna Chiuiești din județul Cluj, Transilvania, România.

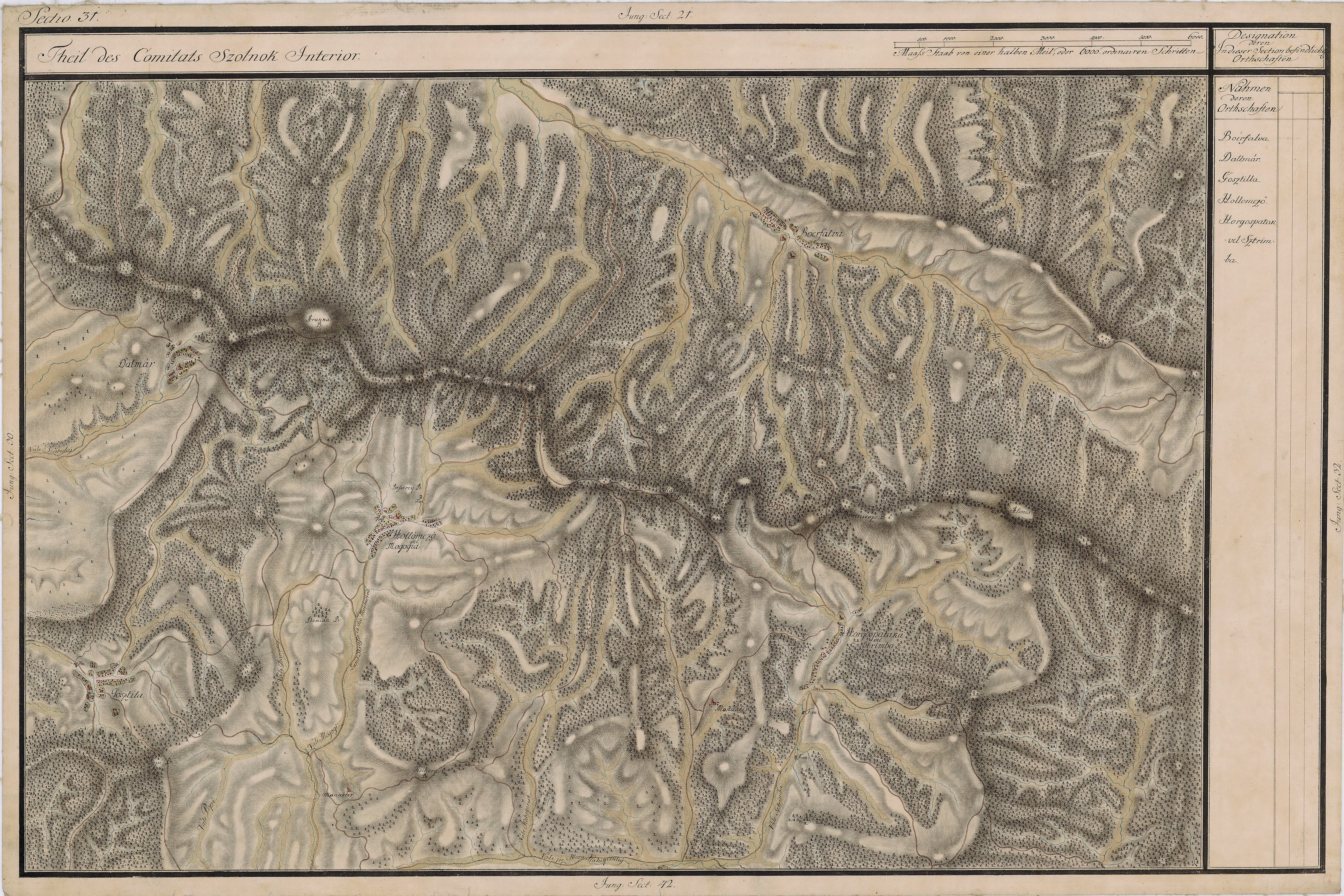
Măgoaja pe Harta Iosefină a Transilvaniei, 1769-1773

## Personalități
- Pintea Viteazul (1670-1703)
- Ioan Chirilă - decan al facultății de teologie,presedintele senatului UBB -Cluj Napoca
- Călin Pojar (1939-2010) - pictor

## Galerie de imagini

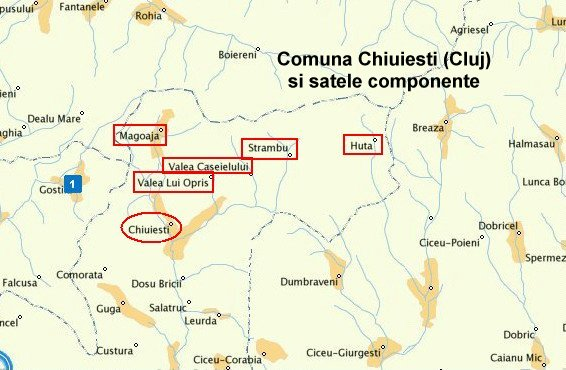
Comuna Chiuieşti și satele componente